# Hafen Halle (Saale)

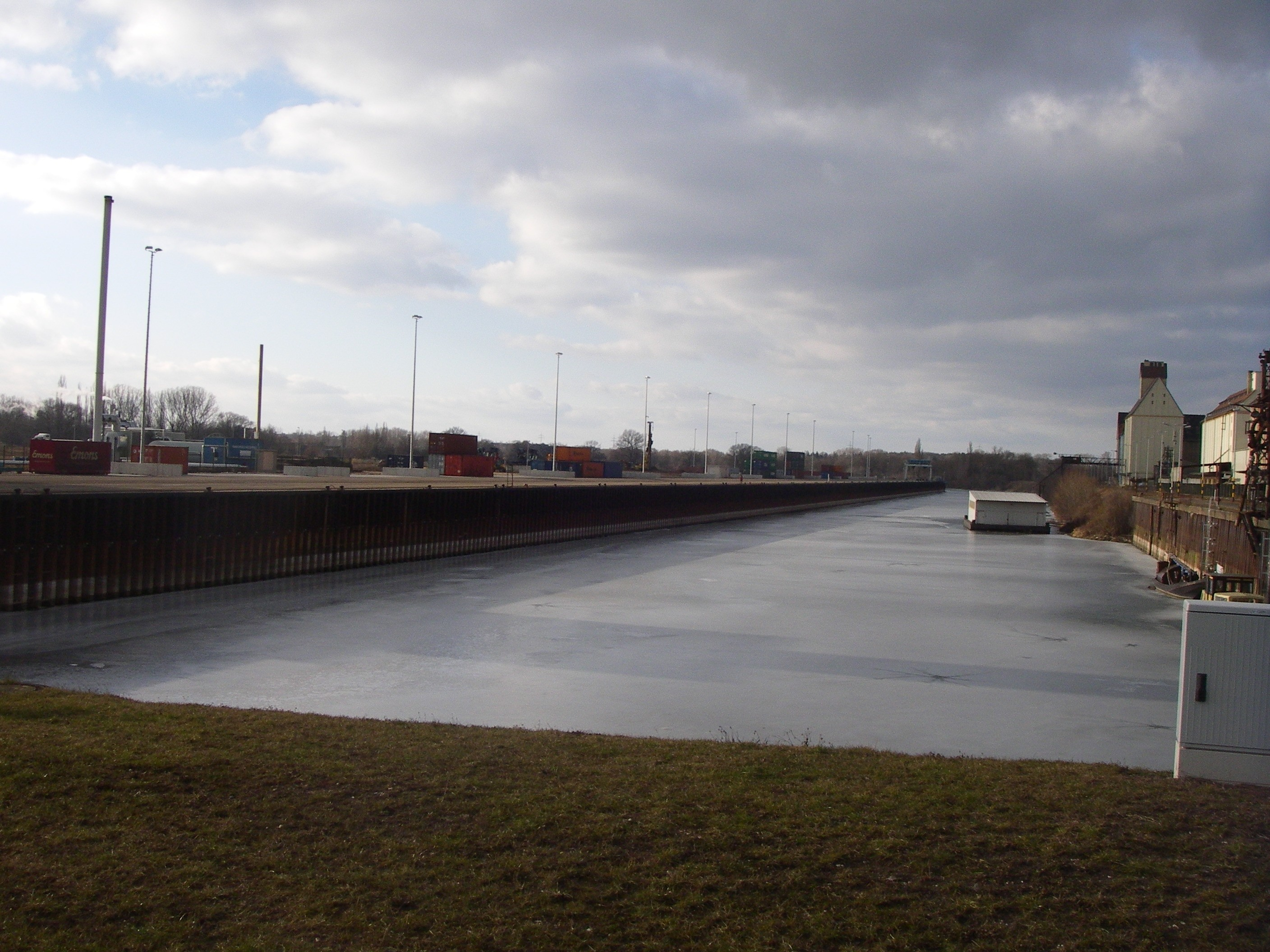
Hafenbecken Halle (Saale) im Winter mit geschlossener Eisdecke

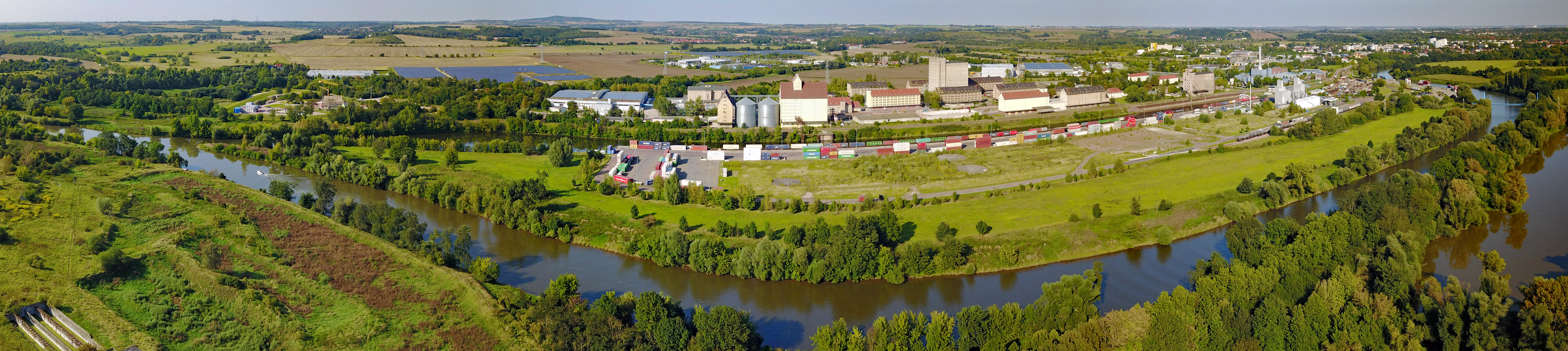
Luftbildpanorama des Hafens von Kröllwitz aus (Stand 2017; links befindet sich die Hafeneinfahrt und die Wasserfläche ganz rechts ist die Kiesgrube Kröllwitz)

Der Hafen Halle ist ein Güterverkehrszentrum mit Binnenhafen an der Saale im Gebiet der Stadt Halle (Saale). Eigentümer sind die Stadtwerke Halle, Betreiber des Container-Terminals deren dort ansässige 100%ige Tochtergesellschaft Container Terminal Halle (Saale) GmbH. Er befindet sich in der Brachwitzer Straße 27–38 und ist ein Kulturdenkmal (Erfassungsnummer 094 66106).

## Lage und Anbindung
Der Hafen liegt zwischen den Flusskilometern 86,4 und 88 im Stadtviertel Industriegebiet Nord des Stadtteils Trotha. Das Hafenbecken befindet sich auf der rechten Flussseite.
Der Hafen ist an das bundesdeutsche Straßen- und Schienennetz angebunden. Die Saale ist von der Mündung in die Elbe bis Bad Dürrenberg (Stromkilometer 124) Bundeswasserstraße. Für Schiffsverkehr gilt die Binnenschifffahrtsstraßen-Ordnung. Die Gleise der Hafenbahn Halle-Trotha sind an das Netz der Deutschen Bahn angeschlossen. Über eine hafeneigene Erschließungsstraße besteht mittelbarer Anschluss an die Bundesautobahn 14 und die Bundesstraße 6.

## Geschichte

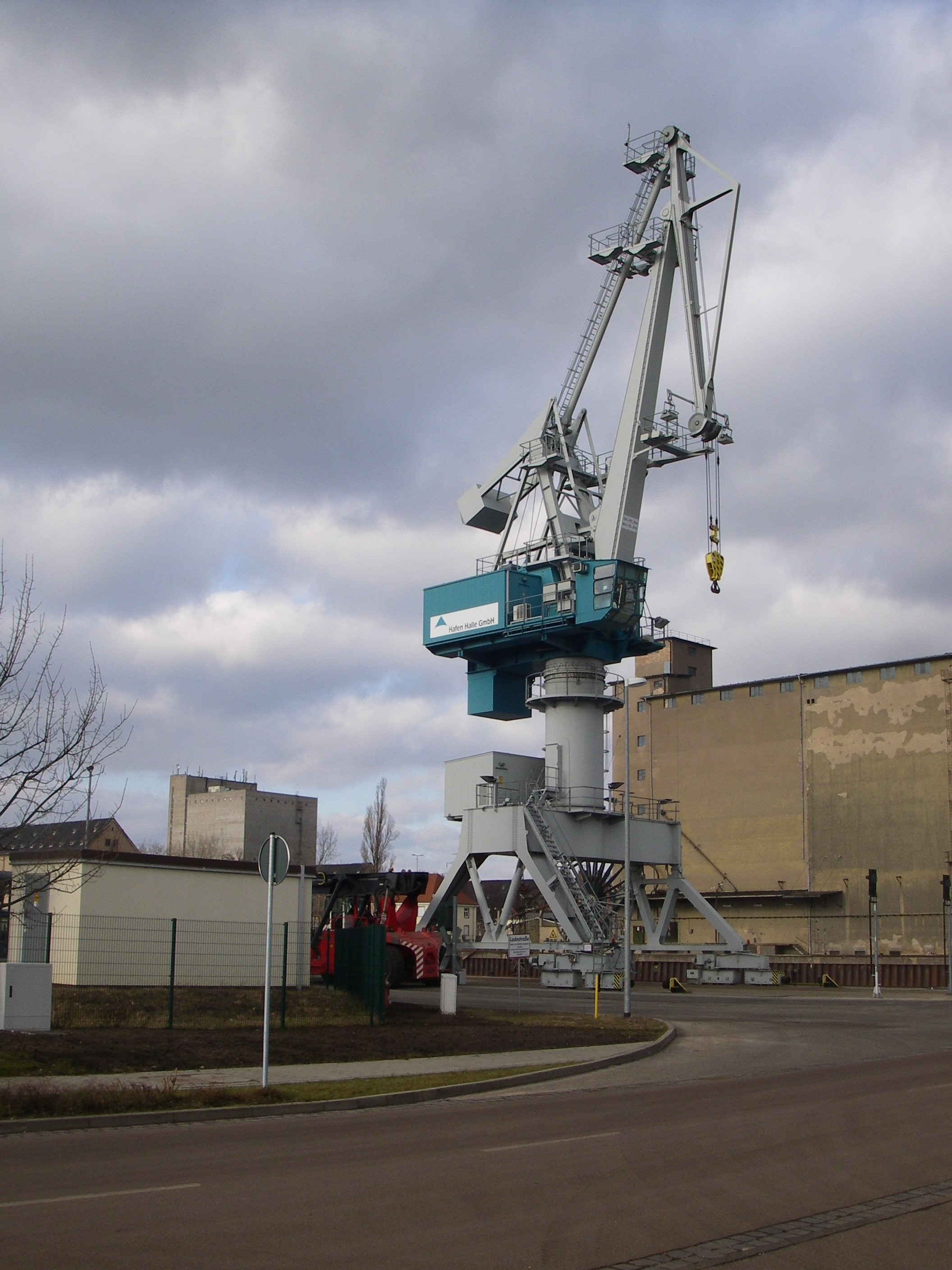
Der inzwischen verkaufte Portaldrehkran am Hafenbecken

Auf Grund seiner zentralen Lage und der unzureichenden Beschiffbarkeit der Saale (lediglich für Schiffe bis zu 400 BRT) erwies sich der 1857 eröffnete städtische Sophienhafen als zunehmend ungeeignet, um den wachsenden Bedarf an Waren- und Güterumschlag abwickeln zu können. Daher wurde seit 1916 der Bau eines neuen Hafens ins Auge gefasst. Erste konkrete Planungen durch das städtische Tiefbauamt wurden 1919 veröffentlicht; 1923 wurde der Neubau eines Hafens für Schiffe bis 1000 BRT durch den halleschen Stadtrat beschlossen, als Standort wurde ein Gelände im Norden der Stadt ausgewählt. Zwischen 1926 und 1931 wurde ein erstes Hafenbecken angelegt, ein zweites (von bis zu vier geplanten Becken) sollte erst bei entsprechendem Bedarf folgen; dank verbesserter Technik erwies sich aber bereits dieses eine Becken in der Folgezeit als völlig ausreichend. Der Hafen Halle-Trotha, der von der 1929 gegründeten Mitteldeutschen Hafen AG betrieben wurde, entwickelte sich schnell zum größten Umschlagsplatz an der Saale (bereits 1932 wurden über 146.000 Tonnen umgeschlagen). Der Ausbau des Flusses zwischen 1932 und 1942 und sinkende Frachtkosten ließen das Transportaufkommen bis gegen Ende des Zweiten Weltkrieges stetig steigen.
Der 1946 auf Anordnung der SMAD enteignete Hafen ging zunächst 1950 an die Deutsche Schifffahrts- und Umschlagbetriebszentrale über und wurde am 1. Januar 1957 mit den Häfen Dessau-Wallwitzhafen, Aken (Elbe) und Klein-Wittenberg zum VEB Binnenhäfen „Saale“ vereinigt; 1980 erfolgte die Umbenennung in VEB Binnenhäfen „Mittelelbe“ (Teil des Kombinats Binnenschiffahrt und Wasserstraßen). Während die Umschlagszahlen – in erster Linie durch Güter wie Braunkohle, Baumaterialien (Betonplatten) und landwirtschaftliche Erzeugnisse – bis Anfang der 70er Jahre auf jährlich über 400.000 Tonnen angestiegen waren, sank diese Zahl in den folgenden Jahren rasant. Hauptursache war das Fehlen von Investitionen in die Saaleschifffahrt, so dass die Bedeutung des Flusses als Transportweg kontinuierlich abnahm. Da ab den 80er Jahren nur noch wenige Schiffe im Hafen anlegten, wurde dieser vorrangig als Lagerplatz für Braunkohle genutzt, während die Anlagen zusehends verfielen.
1993 erfolgten die Rückübertragung des Hafens an die Stadt Halle (Saale) und die Gründung der Hafen Halle GmbH. Ein 1994 beschlossenes Entwicklungskonzept sah den Ausbau des Hafens zu einem modernen Dienstleistungszentrum vor. In den folgenden Jahren wurden die Anlagen modernisiert und die Infrastruktur ausgebaut (Erneuerung der Gleisanlagen, direkte Anbindung an die B 6). Zwar konnten die Umschlagszahlen im Hafen seitdem wieder gesteigert werden, doch dies bezog sich zumeist auf den Umschlag von Straße auf Schiene und umgekehrt; wegen mangelnder Beschiffbarkeit der Saale für sogenannte Europaschiffe ist das Transportaufkommen auf dem Fluss auch weiterhin sehr gering.

## Wirtschaftliche Bedeutung
Der Hafen Halle wird nur sehr selten, meist im Abstand von mehreren Monaten bis Jahren, von Frachtschiffen angelaufen. Das Hafenbecken ist an einen Fischereibetrieb verpachtet. Das überwiegende Tätigkeitsfeld des Hafens ist der Güterumschlag zwischen Schiene und Straße. Die Zahl der umgeschlagenen Container erreichte 2011 einen vorläufigen Höchststand von 71.600 TEU.
Die Hafen Halle GmbH erwirtschaftet seit ihrer Gründung Verluste, diese betrugen beispielsweise in den Jahren 2008 0,88 Mio. Euro, 2009 0,599 Mio. Euro, 2010 1,16 Mio. Euro. Für die Jahre 2011 und 2012 wurden ebenfalls Verluste eingeplant. Am 9. Mai 2012 wurde aus diesem Grund durch die Fraktion der Grünen im Stadtrat beantragt, ein Schließungskonzept zur Auflösung der Hafen Halle GmbH zu erarbeiten und dem Stadtrat zur Beschlussfassung vorzulegen. Der Stadtrat vertagte die Entscheidung darüber mehrfach, bis zum Oktober 2014. Der Antrag wurde nicht öffentlich behandelt. Hauptsächlich wegen sonst zurückzuzahlender Fördermittel von 30 Millionen Euro wurde die Schließung des Hafens abgelehnt. Der Stadtrat schließt einen erneuten Antrag nach Ende der Fördermittelbindung nicht aus.
Wegen der Verluste aus dem Hafenbetrieb wurde die Hafen Halle GmbH zum 30. Januar 2018 beendet. Das immobile Vermögen ist auf die Stadtwerke Halle übergegangen. Zum Betrieb des Container-Terminals wurde zum 30. Januar 2018 die CTHS GmbH als 100%igen Tochter der Stadtwerke Halle. Diese pachtet die Immobilien von den Stadtwerken und betreibt den Umschlag zwischen Straße und Schiene. Damit werden die Verluste des bisherigen Hafenbetriebs verringert. Nach Mitteilung der Geschäftsführung der Stadtwerke werden aus dem Betrieb des Containerterminals weiterhin Verluste erwartet, da Remanenzkosten aus Abschreibungen und Darlehen anfallen.

## Ausstattung

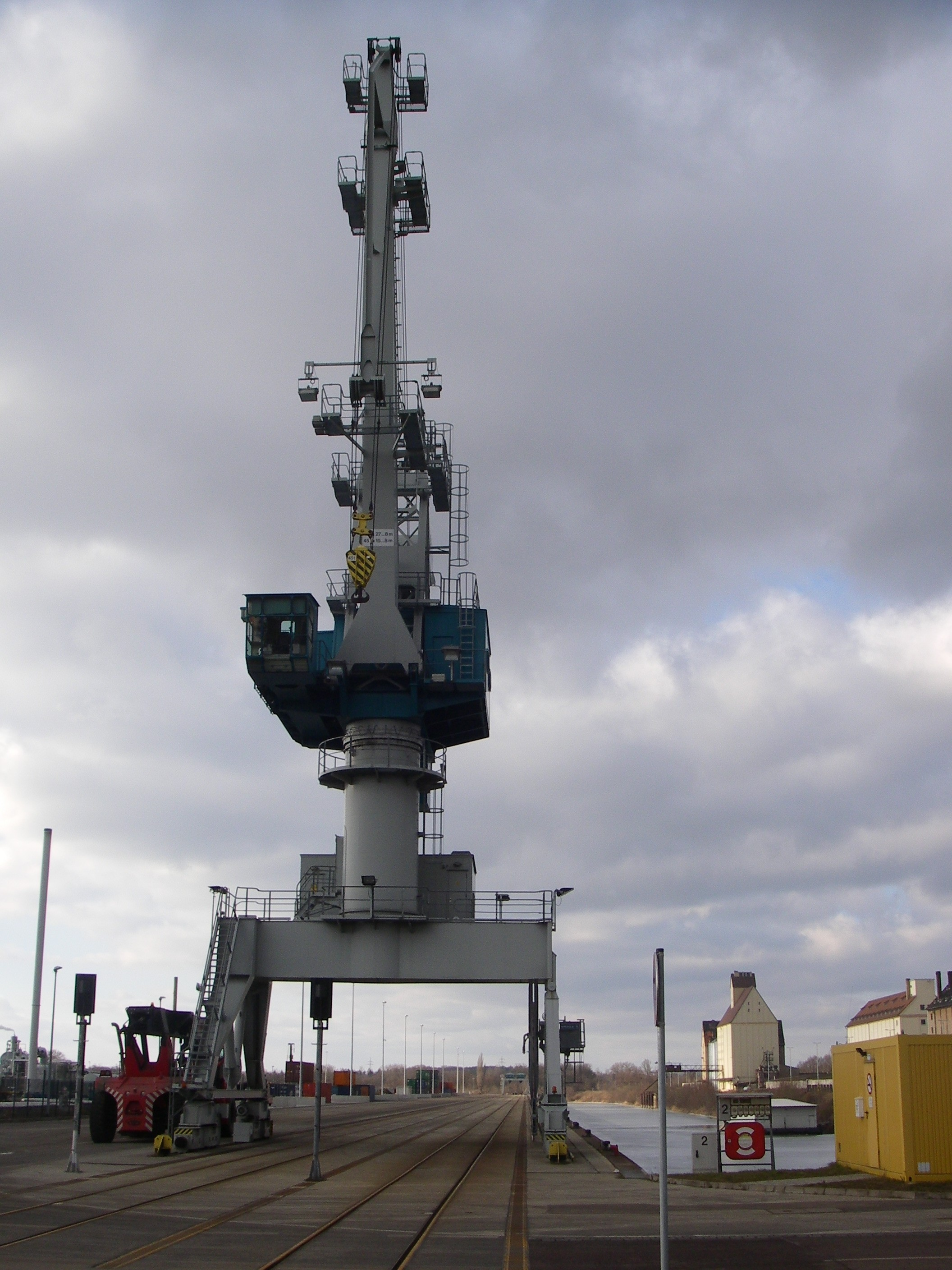
Hafenbecken mit dem ehemaligen Ladekran und Ladestraße (Bahn/LkW)

Zur Ausstattung des Hafens gehören ein Schienen- und Straßennetz, ein Gewerbepark, ein Hafenbecken, eine Kaianlage, Gleisanlagen, Waagen, Be- und Entladetechnik für Container sowie Rangierlokomotiven. Die Betreibergesellschaft Hafen Halle GmbH hält weitere Gewerbe- und Industrieflächen vor. Ein für die Kranbahn entlang des Hafenbeckens vorgesehener Ladekran für Lasten bis 45 Tonnen wurde 2014 verkauft.

## Sonstiges
Neben Unternehmen der Branchen Logistik, Recycling und Biokraftstoffe sowie der Hafenverwaltung ist eine Station der Wasserschutzpolizei ansässig. Zuständige Behörde der Schifffahrtsverwaltung ist das Wasserstraßen- und Schifffahrtsamt Magdeburg.